# Commune de Vesneri
La commune de Vesneri (allemand : Wesslershof) est une ancienne municipalité du comté de Tartu. 
La commune a existé de 1866 à 1892, puis elle a fusionné avec la commune de Luunja.